# Marc Parenteau
Pour les articles homonymes, voir Parenteau.
(en) Statistiques sur statscrew
Marc Parenteau (né le 4 décembre 1980 à Sherbrooke au Québec) est un joueur de ligne offensive professionnel des Argonauts de Toronto dans la Ligue canadienne de football. Il a été repêché 36e au total par les Renegades d'Ottawa en 2003 lors du repêchage de la LCF. Il a signé le 12 février 2007 avec les Roughriders de Saskatchewan et a joué pendant 5 saisons avec eux avant d'être sorti le 10 février 2012.  Il a signé 3 jours plus tard avec les Argonauts de Toronto le 13 février 2012.
Il a pris sa retraite en janvier 2014.